# Nuoto ai campionati europei di nuoto 2022 - 400 metri stile libero femminili
La gara dei 400 metri stile libero femminile dei campionati europei di nuoto 2022 si è svolta il 17 agosto 2022. Al mattino del 17 agosto si sono svolte le batterie, mentre la finale si è disputata nel pomeriggio.

## Podio
| Pos.    | Atleta            | Nazione  |
| ------- | ----------------- | -------- |
| Oro     | Isabel Marie Gose | Germania |
| Argento | Simona Quadarella | Italia   |
| Bronzo  | Ajna Késely       | Ungheria |

## Record
Prima della manifestazione il record del mondo (RM), il record europeo (EU) e il record dei campionati (RC) erano i seguenti.
|  | 3'56"40 | Ariarne Titmus      | 22 maggio 2022 Adelaide |
|  | 3'59"15 | Federica Pellegrini | 26 luglio 2009 Roma     |
|  | 4'01"53 | Federica Pellegrini | 24 marzo 2008 Eindhoven |

Durante la competizione non sono stati migliorati record.

## Risultati

### Batterie
| Pos. | Batteria | Corsia | Atleta                       | Nazionalità   | Tempo       | Note |
| ---- | -------- | ------ | ---------------------------- | ------------- | ----------- | ---- |
| 1    | 4        | 4      | Isabel Marie Gose            | Germania      | 4'06"10     | Q    |
| 2    | 3        | 4      | Simona Quadarella            | Italia        | 4'08"80     | Q    |
| 3    | 3        | 5      | Bettina Fábián               | Ungheria      | 4'10"46     | Q    |
| 4    | 4        | 6      | Katja Fain                   | Slovenia      | 4'10"67     | Q    |
| 5    | 3        | 6      | Julia Mrozinski              | Germania      | 4'11"03     | Q    |
| 6    | 3        | 7      | Valentine Dumont             | Belgio        | 4'11"27     | Q    |
| 7    | 4        | 5      | Ajna Késely                  | Ungheria      | 4'11"81     | Q    |
| 8    | 4        | 2      | Antonietta Cesarano          | Italia        | 4'12"35     | Q    |
| 9    | 2        | 8      | Viktória Mihályvári-Farkas   | Ungheria      | 4'13"76     |      |
| 10   | 4        | 1      | Imani de Jong                | Paesi Bassi   | 4'13"87     |      |
| 11   | 3        | 8      | Paula Otero                  | Spagna        | 4'14"19     |      |
| 12   | 4        | 7      | Noemi Cesarano               | Italia        | 4'15"72     |      |
| 13   | 4        | 8      | Silke Holkenborg             | Paesi Bassi   | 4'16"30     |      |
| 14   | 2        | 1      | Alisée Pisane                | Belgio        | 4'16"84     |      |
| 15   | 1        | 4      | Lucie Hanquet                | Belgio        | 4'16"89     |      |
| 16   | 2        | 0      | Lena Opatril                 | Austria       | 4'17"98     |      |
| 17   | 3        | 1      | Mireia Belmonte              | Spagna        | 4'18"33     |      |
| 18   | 3        | 9      | Lara Seifert                 | Germania      | 4'18"75     |      |
| 19   | 3        | 3      | Freya Colbert                | Gran Bretagna | 4'18"92     |      |
| 20   | 2        | 5      | Klaudia Tarasiewicz          | Polonia       | 4'19"28     |      |
| 21   | 2        | 4      | Monique Olivier              | Lussemburgo   | 4'19"84     |      |
| 22   | 1        | 5      | Karyna Snitko                | Ucraina       | 4'20"72     |      |
| 23   | 2        | 2      | Zhanet Angelova              | Bulgaria      | 4'20"74     |      |
| 24   | 2        | 7      | Marina Heller Hansen         | Danimarca     | 4'22"47     |      |
| 25   | 2        | 6      | Celine Rieder                | Germania      | 4'22"58     |      |
| 26   | 1        | 3      | Wiktoria Guść                | Polonia       | 4'22"69     |      |
| 27   | 1        | 6      | Caroline Wiuff Jensen        | Danimarca     | 4'22"73     |      |
| 28   | 2        | 3      | Ainhoa Campabadal            | Spagna        | 4'22"94     |      |
| 29   | 3        | 0      | Janna van Kooten             | Paesi Bassi   | 4'23"29     |      |
| 30   | 2        | 9      | Thilda Häll                  | Svezia        | 4'25"05     |      |
| 31   | 1        | 2      | Grace Hodgins                | Irlanda       | 4'25"81     |      |
| 32   | 1        | 7      | Vár Erlingsdóttir Eidesgaard | Fær Øer       | 4'28"63     |      |
| 33   | 1        | 1      | Sara Dande                   | Albania       | 4'46"23     |      |
| DNS  | 3        | 2      | Martina Rita Caramignoli     | Italia        | Non partita |      |
| DNS  | 4        | 0      | Aleksandra Knop              | Polonia       | Non partita |      |
| DNS  | 4        | 3      | Freya Anderson               | Gran Bretagna | Non partita |      |
| DNS  | 4        | 9      | Tamryn van Selm              | Gran Bretagna | Non partita |      |

### Finale
| Pos. | Corsia | Atleta              | Nazionalità | Tempo   | Note |
| ---- | ------ | ------------------- | ----------- | ------- | ---- |
|      | 4      | Isabel Marie Gose   | Germania    | 4'04.13 |      |
|      | 5      | Simona Quadarella   | Italia      | 4'04.77 |      |
|      | 1      | Ajna Késely         | Ungheria    | 4'08.00 |      |
| 4    | 3      | Bettina Fábián      | Ungheria    | 4'08"63 |      |
| 5    | 6      | Katja Fain          | Slovenia    | 4'08"70 |      |
| 6    | 8      | Antonietta Cesarano | Italia      | 4'10"19 |      |
| 7    | 7      | Valentine Dumont    | Belgio      | 4'10"51 |      |
| 8    | 2      | Julia Mrozinski     | Germania    | 4'11"32 |      |